# Frodo Lives!

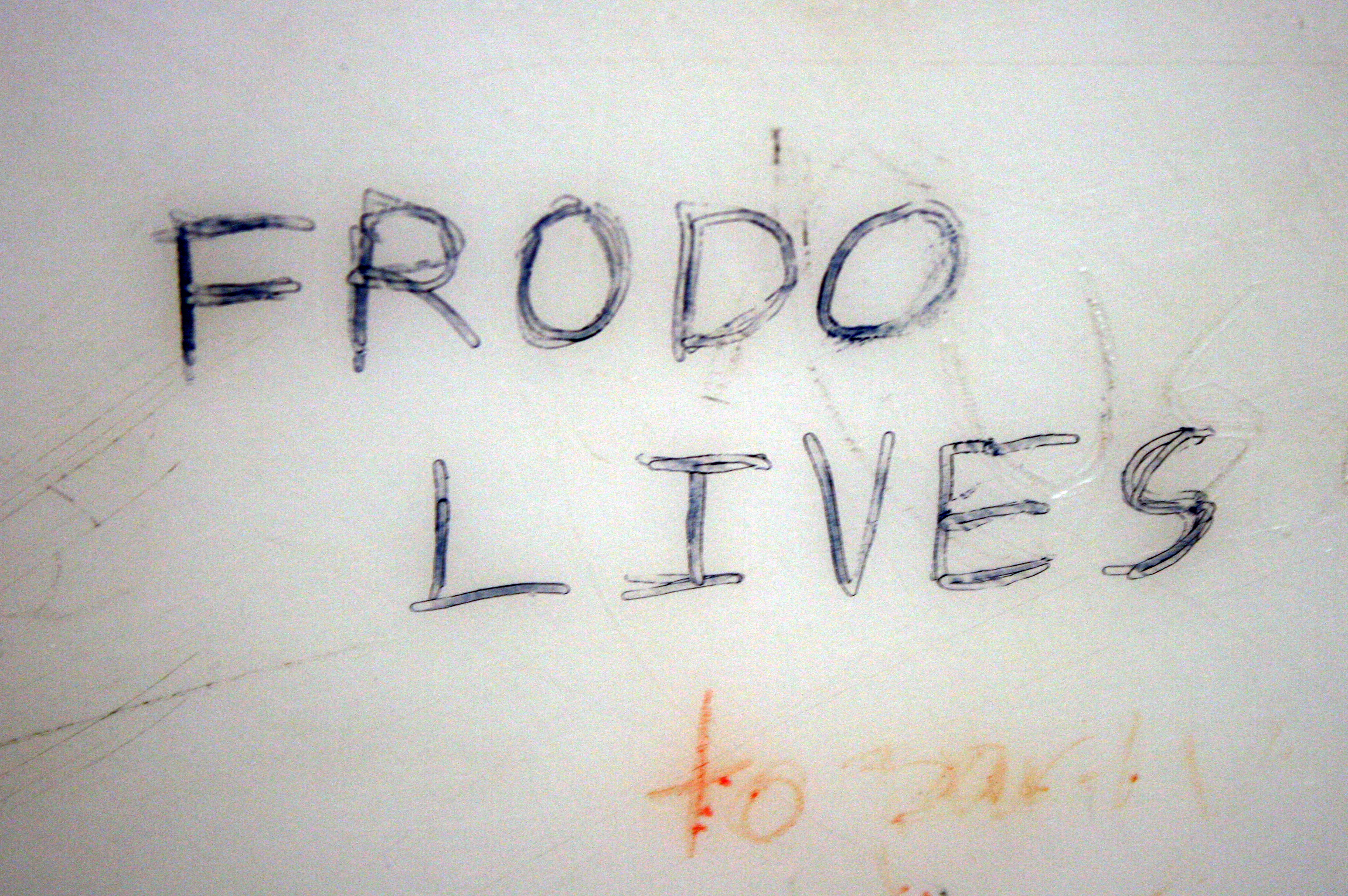
Napis "Frodo Lives!" (zdjęcie z 2010 r.)

Frodo Lives! (ang. Frodo żyje!) – popularny slogan amerykańskiej kontrkultury lat 60. i 70., odwołujący się do postaci Froda Bagginsa z powieści J.R.R. Tolkiena Władca Pierścieni. Slogan był związany z ruchem hipisowskim, pojawiał się często na graffiti, metalowych znaczkach, zderzakach, naklejkach, koszulkach i innych materiałach.
Przykładem nawiązania do sloganu jest album rocka psychodelicznego pt. Frodo Lives wydany w 1967 przez wytwórnię Smash Records, a także przedmioty produkowane i sprzedawane przez New Line Cinema (producenta ekranizacji powieści Tolkiena) w ramach tzw. merchandisingu. Wyrażenie to pojawiało się także podczas aktywacji wirusa komputerowego na początku lat 90. pod postacią tekstu pisanego dużymi literami i otoczonego ruchomym obramowaniem.
Początkowo termin ten spopularyzował się po wydaniu trylogii Tolkiena w serii Ballantine Books w Stanach Zjednoczonych, dzięki czemu znacznie wzrosła liczba czytelników tej powieści. Chociaż slogan nie jest już tak powszechnie znany jak kiedyś, to jednak nadal regularnie pojawia się w artykułach prasowych i w kulturze popularnej związanej z Władcą Pierścieni.
Określenie wiąże się z przekonaniem, że podróż Froda na Zachód pod koniec powieści oznacza, iż ten będzie żył wiecznie. Jednak według autora Frodo nadal był śmiertelny, a udał się w podróż tylko po to, aby wyzdrowieć.